# ブルックス・ボールドウィン
ライリー・ブルックス・ボールドウィン（Riley Brooks Baldwin, 2000年8月15日 - ）は、 アメリカ合衆国ノースカロライナ州コロンバス郡ホワイトビル出身のプロ野球選手（内野手、外野手）。右投両打。MLBのシカゴ・ホワイトソックス所属。

## 経歴

### プロ入りとホワイトソックス時代
2021年のMLBドラフト15巡目（全体446位）でサンフランシスコ・ジャイアンツから指名されたが、この時は契約しなかった。
翌2022年のMLBドラフト12巡目（全体371位）でシカゴ・ホワイトソックスから指名され、プロ入り。契約後、傘下のルーキー級アリゾナリーグ・ホワイトソックスでプロデビュー。A級カナポリス・キャノンボーラーズでもプレーし、2チーム合計で27試合に出場して打率.219、5打点、2盗塁を記録した。
2023年はA級カナポリスとA+級ウィンストン＝セイラム・ダッシュでプレーし、2チーム合計で93試合に出場して打率.269、15本塁打、58打点、22盗塁を記録した。
2024年、マイナーではAA級バーミングハム・バロンズとAAA級シャーロット・ナイツでプレーし、2チーム合計で82試合に出場して打率.324、8本塁打、42打点、17盗塁を記録した。7月19日にメジャー契約を結んでアクティブ・ロースター入りし、メジャーデビューとなった同日のカンザスシティ・ロイヤルズ戦にて「8番・二塁手」で先発出場して3回表に迎えた初打席でマイケル・ワカからメジャー初安打を記録した。この年メジャーでは33試合に出場して打率.211、2本塁打、8打点、4盗塁を記録した。

## 詳細情報

### 年度別打撃成績
| 年 度    | 球 団    | 試 合 | 打 席 | 打 数 | 得 点 | 安 打 | 二 塁 打 | 三 塁 打 | 本 塁 打 | 塁 打 | 打 点 | 盗 塁 | 盗 塁 死 | 犠 打 | 犠 飛 | 四 球 | 敬 遠 | 死 球 | 三 振 | 併 殺 打 | 打 率 | 出 塁 率 | 長 打 率 | O P S |
| -------- | -------- | ----- | ----- | ----- | ----- | ----- | -------- | -------- | -------- | ----- | ----- | ----- | -------- | ----- | ----- | ----- | ----- | ----- | ----- | -------- | ----- | -------- | -------- | ----- |
| 2024     | CWS      | 33    | 121   | 111   | 9     | 24    | 6        | 0        | 2        | 36    | 8     | 4     | 0        | 1     | 0     | 6     | 0     | 0     | 31    | 1        | .211  | .250     | .316     | .566  |
| MLB：1年 | MLB：1年 | 33    | 121   | 111   | 9     | 24    | 6        | 0        | 2        | 36    | 8     | 4     | 0        | 1     | 0     | 6     | 0     | 0     | 31    | 1        | .211  | .250     | .316     | .566  |

- 2024年度シーズン終了時

### 背番号
- 27（2024年 - ）